# 家庭計畫 (台灣)
家庭計畫是中華民國政府在1950年代至1970年代推行的一系列計畫生育政策。因國共內戰後中國國民黨帶了100多萬的軍民來台，再加上醫療進步、死亡率降低等因素，讓台灣人口迅速增加。政府出於減緩人口膨脹的目的，提出了家庭計畫。此計畫促使台灣人口自然增加率的下降，改變了「多子多孫」、「養兒防老」的傳統觀念，增進了生育相關知識。

## 背景
1949年，中華民國政府遷台，帶來約150萬的移民，使台灣人口迅速增加，達到約750萬。由於當時政府計畫「反攻大陸」，因此並未將此事視為問題。但隨政局變化，國民黨回到中國大陸的可能性逐漸降低，再加上當時家庭普遍有著「多子多孫多福氣」的觀念，人口問題開始受到重視，便開始於1960年代後期推動節育。
在中國農村復興聯合委員會主力推動下，於1953年成立中國家庭計畫協會，專責指導婚姻、生育、家庭生活及衛生之普及教育。1964年，臺灣省政府衛生處提出「擴大進行台灣省家庭計畫五年方案」，計畫在五年內協助60萬名介於生育年齡、有配偶的女性裝置樂普避孕器（雙S型，塑膠製），預計在10年內降低20%的生育率。

## 口號演變
- 1964年，全面推行家庭計畫，宣導口號為「實施家庭計畫，促進家庭幸福」、「實施家庭計畫，保持青春健康」。
- 1967年，提出「五三口號」，呼籲民眾婚後「3」年才生育、間隔「3」年再生育、最多不超過「3」個孩子、「33」歲以前全部生完。
- 1971年，提出「兩個孩子恰恰好，男孩女孩一樣好」以及「三三二一」口號。「三三二一」是指婚後「三」年生第一個孩子，過了「三」年再生一個，「兩」個孩子恰恰好，男孩女孩「一」樣好。[3]

## 外部連結
- 中華民國內政部戶政司（页面存档备份，存于）